# Apogonia tangcolana
Apogonia tangcolana är en skalbaggsart som beskrevs av Moser 1924. Apogonia tangcolana ingår i släktet Apogonia och familjen Melolonthidae. Inga underarter finns listade i Catalogue of Life.